# Perrine de Baume
Perrine de Baume (Baume-les-Dames, 1408 - na 1477) was een Zwitserse kloosterzuster.

## Biografie
Perrine de Baume was een dochter van Alard de Baume, heer van La Roche en van Baume. Ze was een nicht van Henri de Baume. Als franciscanes was ze een volgelinge van Coleta van Corbie. Ze trad in de voetsporen van haar zus Mahaut, die abdis was van Orbe in 1472 en voegde ze zich bij Colette. Ze was een clarisse in Vevey in de periode 1424-1426, toen Colette aldaar abdis van het nieuwe klooster was. Omstreeks de periode 1471-1477 dicteerde ze haar herinneringen, die een belangrijke bron vormden voor het leven van de heilige Colette.